# Scout literari

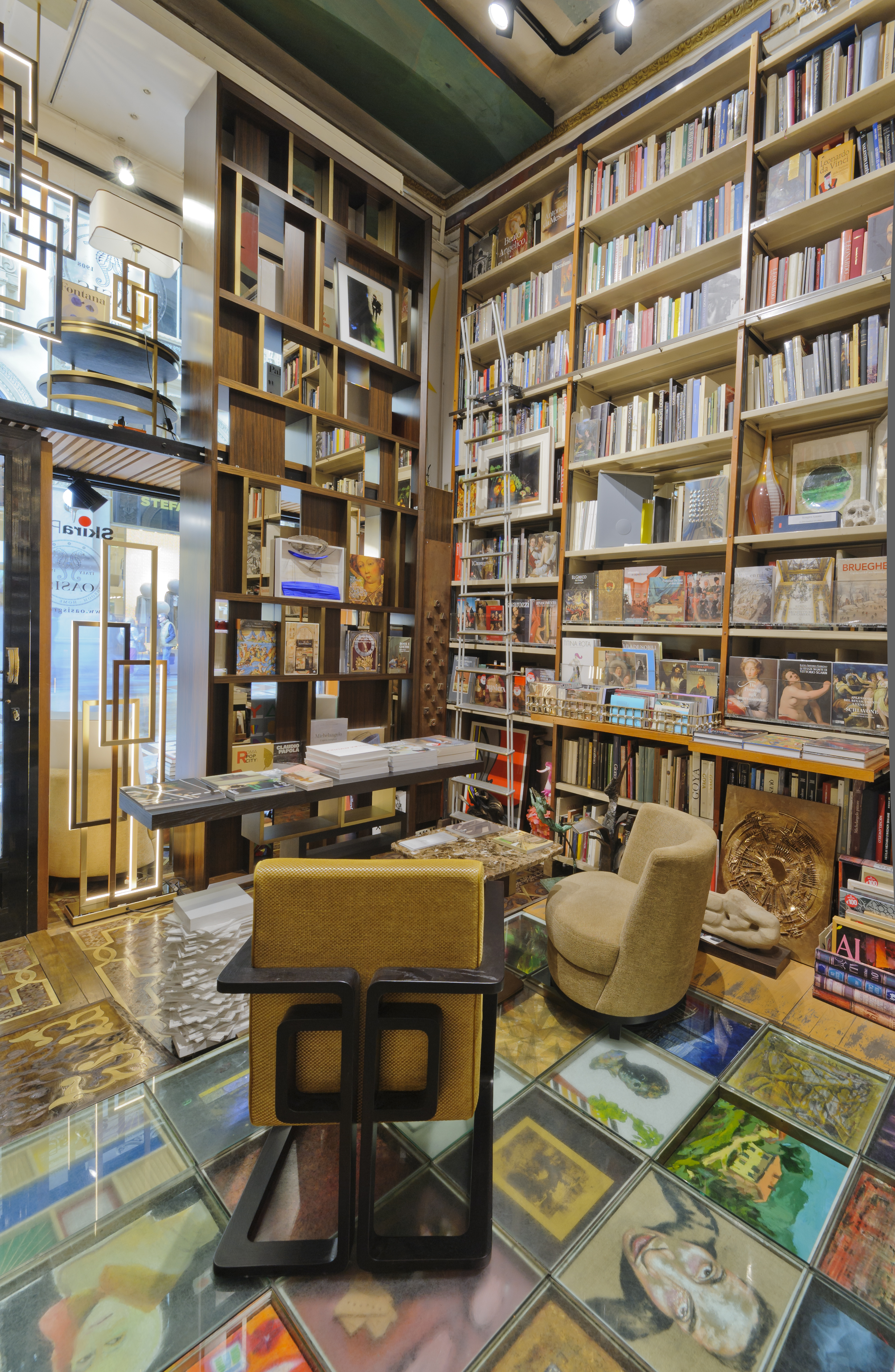
Interior de la Llibreria Bocca

Scout literari és una professió relacionada amb la caça de talents en l'àmbit literari. En aparèixer la figura de l'explorador literari en el sector editorial anglosaxó, es va acabar adoptant aquest vocable per definir la figura en qualsevol país.
El terme deriva del mot boy scout (en català escoltisme), relacionat amb un moviment que procura pel desenvolupament dels joves a través del treball per la comunitat amb activitats de lleure. A més a més, i tal com la paraula scout indica, també se'ls ha associat sempre amb el món de l'exploració.

## Descripció
La seva feina principal és estar al dia de totes les novetats literàries que van sorgint. Així com de nous autors, anticipar-se a les tendències, localitzar possibles best-sellers, identificar llibres interessants sense que estiguin tan sols acabats, i altres. D'aquesta manera, l'scout s'ha convertit en un dels millors confidents pels editors. Si abans havien d'estar pendents de novetats, recepció de milers de manuscrits, cercar nous talents, etc. Ara es troben amb una figura que els ofereix tot això de manera ràpida i eficaç, i el més important: des de diversos punts del món.
Una editorial pot tenir scouts a diversos països, com per exemple a Itàlia, França, Estats Units, Corea... mai se sap on pot aparèixer el següent llibre que farà pujar les vendes i cal estar molt atents. La seva feina sempre està limitada a un territori i treballa per una sola editorial per país, o bé grup editorial, com és el cas de Planeta. Per tant, saben a la perfecció què és el que han de buscar.
La labor d'un scout és llavors reunir-se amb editors i agents del país on resideix, rebre informació i transmetre-la al seu propi editor. A més a més, en moltes ocasions també participen en les fires de llibre famoses internacionalment per les negociacions que s’hi porten a cap, com per exemple a la Fira del llibre de Frankfurt.  

## Història
La figura de l'scout literari és encara molt recent en el món editorial espanyol. Tan sols fa deu anys, aproximadament, que la professió s'ha donat a conèixer més obertament en aquest territori. Però en el cas dels anglosaxons fa més temps que ja es coneix i s'utilitza aquesta figura.
En un principi, no es veia necessària aquesta professió en el sector editorial, però a mesura que la indústria ha anat creixent, s'ha vist la urgència de tenir persones de confiança que transmetin informació sobre autors i obres des de diversos punts del món de manera ràpida. No és fins a l'any 2007 i 2009 que comencen a aparèixer agències i empreses que es dediquen plenament a l'ofici de buscar obres i autors. És així com alguns dels agents literaris més coneguts es van posar a treballar de scout.
Un scout pot ser ocasional o de professió. En el primer cas fa referència a lectors, traductors o correctors que es dediquen a revisar diverses obres i donar notícia, de manera esporàdica, a aquells a qui pot interessar. En canvi l'scout de professió es dedica plenament a la recerca de novetats i és fidel a uns editors sempre.
Actualment hi ha scouts molt coneguts i amb gran reputació. Se'ls considera experts literaris per haver descobert alguns dels millors best-sellers que han existit en la història moderna.

## Exemples
Els scouts són persones joves que comencen a introduir-se en el sector editorial, però també existeixen líders en l'àmbit que ensenyen la professió a nous exploradors. Aquí en tenim tres exemples:
- Bettina[4] en un principi era llibretera a Alemanya, però després d'anys exercint com a tal va passar a treballar per Carl Hanser Verlag en el departament de foreign rights. Després de vuit anys, va decidir marxar als Estats Units i crear la seva agència de scouting, sent així pionera en el sector. Actualment és una de les scouts més conegudes, treballa per més de vint països i editorials.
- Koukla[5] va fundar la seva agència de scouting l'any 1987 a Anglaterra. Va ser una de les primeres a aventurar-se en el món de l'exploració literària. Actualment, la seva agència ha estat fusionada amb dues sòcies més: Rebecca Servadio i Yolanda Pupo-Thompson i és coneguda com a London Literary Scouting. Actualment Koukla ja no es troba al capdavant de l'agència.
- Anne[6] és una scout anglesa que va començar a dedicar-se a la professió després d'haver treballat com a editora després de diversos anys. Finalment, l'any 2012, va fundar la seva agència de scouting, anomenada Literary Scouting Anne Vial. Actualment treballa per diversos països i editorials.